# 占美
占美，是马来西亚柔佛州居銮县内的一个华人新村。该新村由各种族组成，其中有许多华人和马来人，以及少数印度人于此居住。村民约有2000人，主要从事种植油棕、咖啡和橡胶。村内设有一间华文小学、国民小学、警察局、药房、民众大会堂、基督教堂、庙宇、数间杂货店和饮食店。
占美新村以盛产咖啡豆闻名。于2010年6月，柔佛州苏丹依布拉欣趁王室亲民之旅，莅临占美新村聆听从咖啡豆研磨成末的过程，更即席与夫人拉惹·查丽·苏菲雅品尝了香醇的咖啡。

## 历史
占美新村开埠于1920年代，开埠人为郑尔爱。当时村民开发树林后，以种植槟榔、香料、木薯、甘蜜及稻米等。到了1930年代，村民开始种植橡胶和咖啡，当时华裔人口曾经达到3,000余人。1975年过后，由于橡胶业走下坡，村民逐渐改种油棕。

## 教育
占美国民型华文小学是该新村唯一的华文教育机构，历年来为新一代的村民提供基础教育，学生在小学毕业后，一般都往附近的居銮或巴罗城镇继续就读中学。占美小学目前的全校总人数为71名，校长是丁雪芳。

## 交通
陆路交通可以通往居銮和巴罗城镇，此外还有马来亚铁道公司的火车服务，路经或短暂停留占美火车站。

## 新村图集

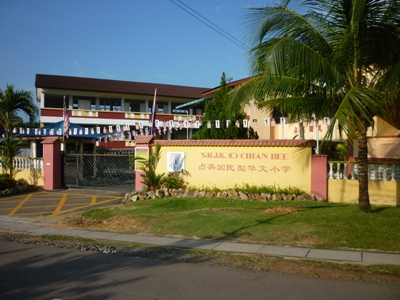
占美华文小学
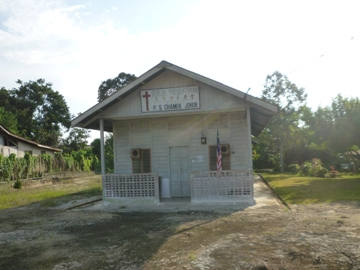
占美基督教堂
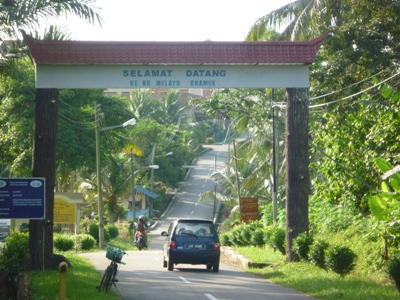
占美马来甘榜入口
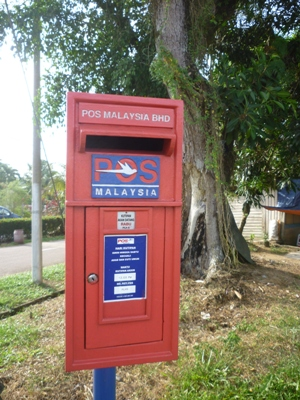
邮箱
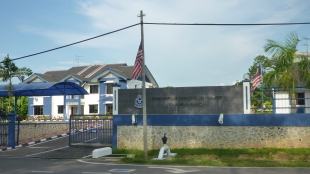
警察局
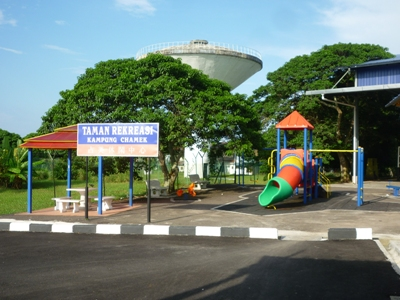
娱乐操场
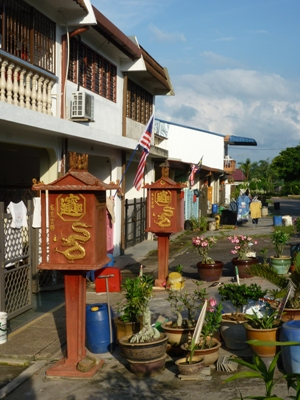
双层排屋